# 卢河 (滨海阿尔卑斯省)
卢河（法語：Loup，法語：[lu] ⓘ）是法国普罗旺斯-阿尔卑斯-蓝色海岸大区滨海阿尔卑斯省的河流，长49千米。